# Atlanta Rhythm Section
Az Atlanta Rhythm Section (rövidítve ARS)  egy amerikai southern rock-együttes, amit a stílus egyik legfőbb képviselőjének tartanak. Az együttest 1970-ben alapították meg a Georgia állambeli Doraville-ben, alapító tagjai Rodney Justo (ének), Barry Bailey (gitár), Paul Goddard (basszusgitár), Dean Daughtry (billentyűs hangszerek), Robert Nix (dob, ütőhangszerek) és James B. Cobb, Jr. (gitár) voltak.

## Története
Az együttest alkalmi stúdiómuzsikusok alapították meg 1970-ben. Két évvel később, 1972-ban jelent meg az együttes debütáló nagylemeze, az Atlanta Rhythm Section, amely még csak kevés sikert hozott az együttes számára. Az első igazán sikeres nagylemezük az 1975-ös Dog Days volt, a kritikusok körében az album nagy népszerűségre tett szert. Következő nagylemezük, az 1976-os Red Tape még nagyobb sikereket ért el, az ugyanebben az évben megjelenő A Rock and Roll Alternative pedig 11. a Billboard Pop Albums nagylemezlistán.
Az együttes legsikeresebb nagylemeze 1979-ben jelent meg, Underdog címen. Az album júniusban aranylemez minősítést kapott, a kislemezen megjelent „Spooky” pedig az együttes leghíresebb dala lett, még a Top 20-ba is bejutott.
Az együttes egészen a mai napig aktív, noha tagjai közül már sokan meghaltak. Az együttes elhunyt tagjai.
- R.J. Vealey 1999. november 13-án hunyt el 37 éves korában. Halálát szívroham okozta.[3]
- Ronnie Hammond 2011. március 14-én hunyt el, szívelégtelenségben.[4][5]
- Robert Nix 2012. május 20-án hunyt el. Halála előtt számtalan betegségben szenvedett.[6]
- Paul Goddard 2014. április 29-én hunyt el rákban. 68 éves volt.[7][8]
- Buddy Buie, a banda menedzsere 2015. július 18-án hunyt el 74 évesen.[9]
- J. R. Cobb 2019. május 4-én hunyt el szívrohamban. 75 éves volt.[10]
- Barry Bailey gitáros 2022. március 12-én hunyt el.[11]

## Tagok
| Időszak                  | Tagok | Kiadványok |
| ------------------------ | --- | --- |
| 1971 – 1972              | - Rodney Justo – ének - Barry Bailey – gitár - Paul Goddard – basszusgitár - Dean Daughtry – billentyűs hangszerek, háttérvokál - Robert Nix – dob, ütőhangszerek                                                         | - Atlanta Rhythm Section (1972) |
| 1972. január – augusztus | - Rodney Justo – ének - Barry Bailey – gitár - J. R. Cobb – ritmusgitár, háttérvokál - Paul Goddard – basszusgitár - Dean Daughtry – billentyűs hangszerek, háttérvokál - Robert Nix – dob, ütőhangszerek                 | |
| 1972 – 1979              | - Ronnie Hammond – ének - Barry Bailey – gitár - J. R. Cobb – ritmusgitár, háttérvokál - Paul Goddard – basszusgitár - Dean Daughtry – billentyűs hangszerek, háttérvokál - Robert Nix – dob, ütőhangszerek               | - Back Up Against the Wall (1973) - Third Annual Pipe Dream (1974) - Dog Days (1975) - Red Tape (1976) - A Rock and Roll Alternative (1976) - Champagne Jam (1978) - Underdog (1979) |
| 1979 – 1982              | - Ronnie Hammond – ének - Barry Bailey – gitár - J. R. Cobb – ritmusgitár, háttérvokál - Paul Goddard – basszusgitár - Dean Daughtry – billentyűs hangszerek, háttérvokál - Roy Yeager – dob, ütőhangszerek               | - Are You Ready! (1979) - The Boys from Doraville (1980) - Quinella (1981) - Live at the Savoy, New York (2000)                                                                      |
| 1982 – 1983              | - Ronnie Hammond – ének - Barry Bailey – gitár - J. R. Cobb – ritmusgitár - Paul Goddard – basszusgitár - Dean Daughtry – billentyűs hangszerek, háttérvokál - Danny Biget – dob, ütőhangszerek                           | |
| 1983. január – december  | - Rodney Justo – ének - Barry Bailey – gitár - J. R. Cobb – ritmusgitár, háttérvokál - Paul Goddard – basszusgitár - Dean Daughtry – billentyűs hangszerek, háttérvokál - Danny Biget – dob, ütőhangszerek                | |
| 1984 – 1985              | - Andy Anderson – ének - Barry Bailey – gitár - J. R. Cobb – ritmusgitár, háttérvokál - Tommy Stribling – basszusgitár - Dean Daughtry – billentyűs hangszerek, háttérvokál - Keith Hamrick – dob, ütőhangszerek          | |
| 1985                     | - Jeff Logan – ének - Barry Bailey – gitár - J. R. Cobb – ritmusgitár, háttérvokál - Tommy Stribling – basszusgitár - Dean Daughtry – billentyűs hangszerek, háttérvokál - Keith Hamrick – dob, ütőhangszerek             | |
| 1985 – 1986              | - Andy Anderson – ének - Barry Bailey – gitár - J. R. Cobb – ritmusgitár, háttérvokál - Tommy Stribling – basszusgitár - Dean Daughtry – billentyűs hangszerek, háttérvokál - Keith Hamrick – dob, ütőhangszerek          | |
| 1986                     | - Andy Anderson – ének - Barry Bailey – gitár - J. R. Cobb – ritmusgitár, háttérvokál - Steve Stone – basszusgitár, háttérvokál - Dean Daughtry – billentyűs hangszerek, háttérvokál - Keith Hamrick – dob, ütőhangszerek | |

| 1987 – 1988 | - Shaun Williamson – ének - Barry Bailey – gitár - Tommy Stribling – ritmusgitár - Steve Stone – basszusgitár, háttérvokál - Dean Daughtry – billentyűs hangszerek, háttérvokál - Sean Burke – dob, ütőhangszerek       |                                                                                        |
| 1988        | - Ronnie Hammond – ének - Barry Bailey – gitár - Brendan O'Brien – gitár, háttérvokál - J.E. Garnett – basszusgitár - Dean Daughtry – billentyűs hangszerek, háttérvokál - Sean Burke – dob, ütőhangszerek              |                                                                                        |
| 1988 – 1992 | - Ronnie Hammond – ének - Barry Bailey – gitár - Steve Stone – gitár, háttérvokál - J.E. Garnett – basszusgitár - Dean Daughtry – billentyűs hangszerek, háttérvokál - Sean Burke – dob, ütőhangszerek                  | - Truth in a Structured Form (1989)                                                    |
| 1992–1995   | - Ronnie Hammond – ének - Barry Bailey – gitár - Steve Stone – gitár, háttérvokál - Justin Senker – basszusgitár - Dean Daughtry – billentyűs hangszerek, háttérvokál - Sean Burke – dob, ütőhangszerek                 | - Atlanta Rhythm Section '96 (1996)                                                    |
| 1995 – 1999 | - Ronnie Hammond – ének - Barry Bailey – gitár - Steve Stone – gitár, háttérvokál - Justin Senker – basszusgitár - Dean Daughtry – billentyűs hangszerek, háttérvokál - R.J. Vealey – dob, ütőhangszerek                | - Partly Plugged (1997) - Eufaula (1999)                                               |
| 1999 – 2001 | - Ronnie Hammond – ének - Barry Bailey – gitár - Steve Stone – gitár, háttérvokál - Justin Senker – basszusgitár - Dean Daughtry – billentyűs hangszerek, háttérvokál - Jim Keeling – dob, ütőhangszerek                |                                                                                        |
| 2001 – 2006 | - Andy Anderson – ének - Barry Bailey – gitár - Steve Stone – gitár, háttérvokál - Justin Senker – basszusgitár - Dean Daughtry – billentyűs hangszerek, háttérvokál - Jim Keeling – dob, ütőhangszerek                 | - Live at Stabler Arena (2005)                                                         |
| 2006 – 2007 | - Andy Anderson – ének - Steve Stone – gitár, háttérvokál - Alan Accardi – gitár, háttérvokál - Justin Senker – basszusgitár - Dean Daughtry – billentyűs hangszerek, háttérvokál - Jim Keeling – dob, ütőhangszerek    | - Anthology: Latest & Greatest (2007)                                                  |
| 2007 – 2011 | - Andy Anderson – ének - Steve Stone – gitár, háttérvokál - David Anderson – gitár, háttérvokál - Justin Senker – basszusgitár - Dean Daughtry – billentyűs hangszerek, háttérvokál - Jim Keeling – dob, ütőhangszerek  | - Champagne Jam Live (2007) - Hot Southern Nights (2007) - With All Due Respect (2011) |
| 2011 – 2014 | - Rodney Justo – ének - Steve Stone – gitár, háttérvokál - David Anderson – gitár, háttérvokál - Paul Goddard – basszusgitár - Dean Daughtry – billentyűs hangszerek, háttérvokál - Jim Keeling – dob, ütőhangszerek    |                                                                                        |
| 2014 – 2016 | - Rodney Justo – ének - Steve Stone – gitár, háttérvokál - David Anderson – gitár, háttérvokál - Justin Senker – basszusgitár - Dean Daughtry – billentyűs hangszerek, háttérvokál - Jim Keeling – dob, ütőhangszerek   |                                                                                        |
| 2016 – 2019 | - Rodney Justo – ének - Steve Stone – gitár, háttérvokál - David Anderson – gitár, háttérvokál - Paul Goddard – basszusgitár - Dean Daughtry – billentyűs hangszerek, háttérvokál - Rodger Stephan – dob, ütőhangszerek |                                                                                        |
| 2020 –      | - Rodney Justo – ének - Steve Stone – gitár, háttérvokál - David Anderson – gitár, háttérvokál - Paul Goddard – basszusgitár - Lee Shealy – billentyűs hangszerek, háttérvokál - Jim Keeling – dob, ütőhangszerek       |                                                                                        |

## Diszkográfia
Stúdióalbumok
- Atlanta Rhythm Section (1972)
- Back Up Against the Wall (1973)
- Third Annual Pipe Dream (1974)
- Dog Days (1975)
- Red Tape (1976)
- A Rock and Roll Alternative (1976)
- Champagne Jam (1978)
- Underdog (1979)
- Are You Ready! (1979)
- The Boys from Doraville (1980)
- Quinella (1981)
- Truth in a Structured Form (1989)
- Partly Plugged (1997)
- Eufaula (1999)
- Sleep with One Eye Open – 1983-as felvételek (2010)
- With All Due Respect (2011)